# Nässja skeppssättning

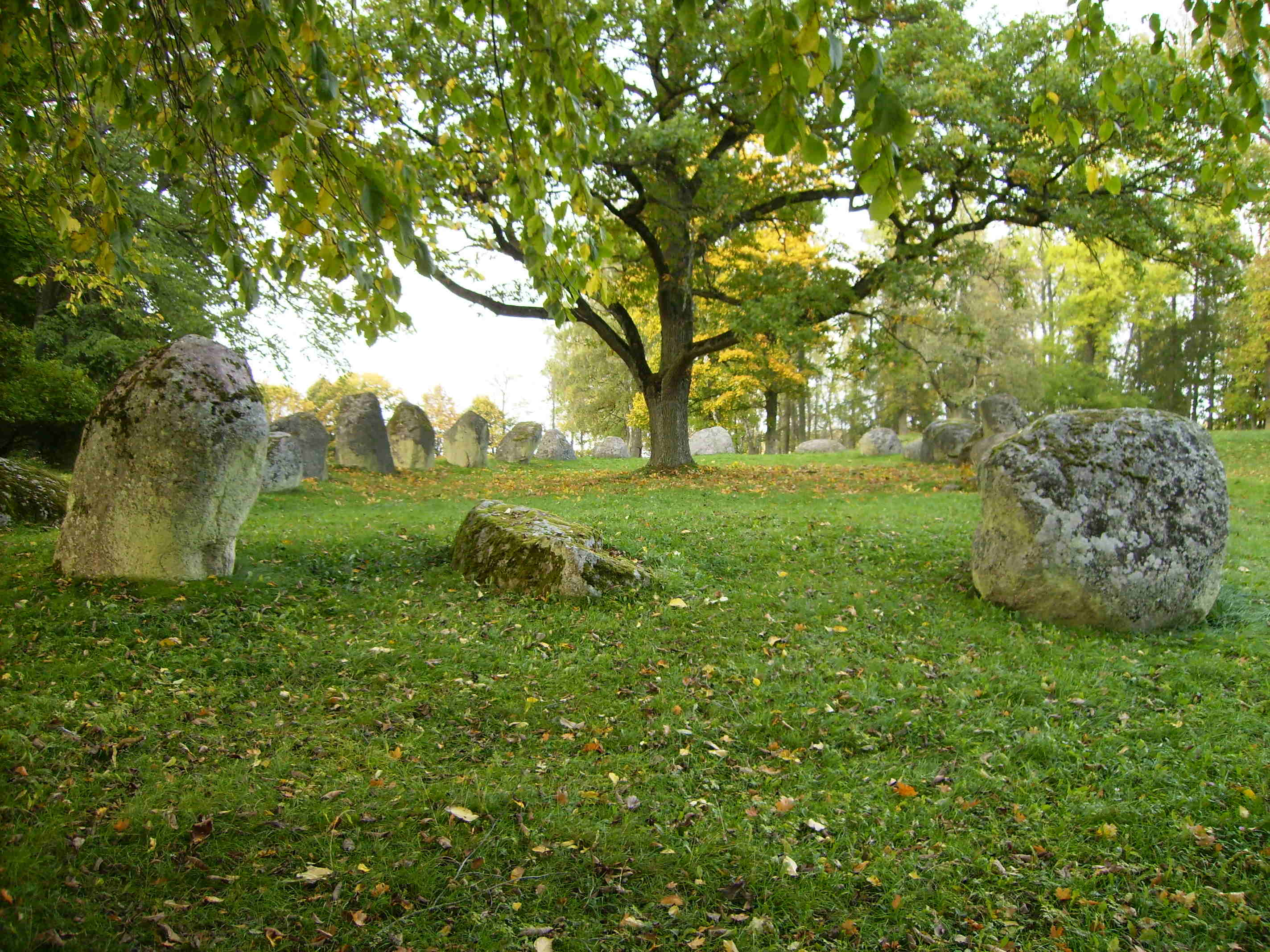
Nässja skeppssättning är en stenkrets formad som ett långhus.

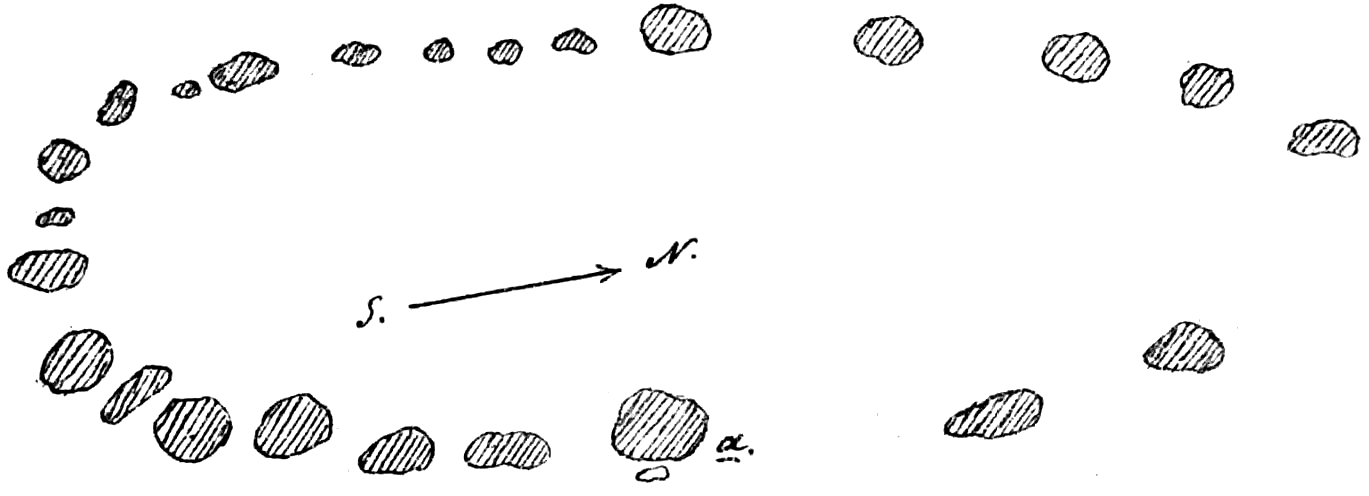
Plan över skeppssättningen, tecknad omkring 1860.

Nässja skeppssättning är en fornlämning i Nässja socken i Dals härad i Vadstena kommun i Östergötland. Det rör sig om en oval stenkrets. Stenkretsen ligger i sydvästra delen av ett gravfält och cirka 300 meter östnordöst om Nässja kyrka. Stenkretsen är 44 gånger 18 meter och består av 24 större stenar, varav 10 är resta. Stenarna är sammanbundna med en vall 2-3 meter bred och 0,1-0,2 meter hög. Stenkretsen grävdes ut 1953. 
Gravfältet består av 23 fornlämningar och har måtten 110 gånger 70 meter. Förutom skeppssättningen finns där två gravhögar, 17 runda stensättningar, en kvadratisk stensättning, en domarring med mittstensättning, samt en rest sten. Domarringen är sex meter i diameter med ursprungligen sex stenar och har liksom skeppssättningen stenarna stående på en vall. Den kvadratiska stensättningen har måtten 6 gånger 6 meter. 
Nässja skeppssättning påminner mycket om den något större Askeberga skeppssättning, som ligger fem mil västerut i Skövde kommun i Västergötland. Även denna består av 24 stenar.

## Bilder

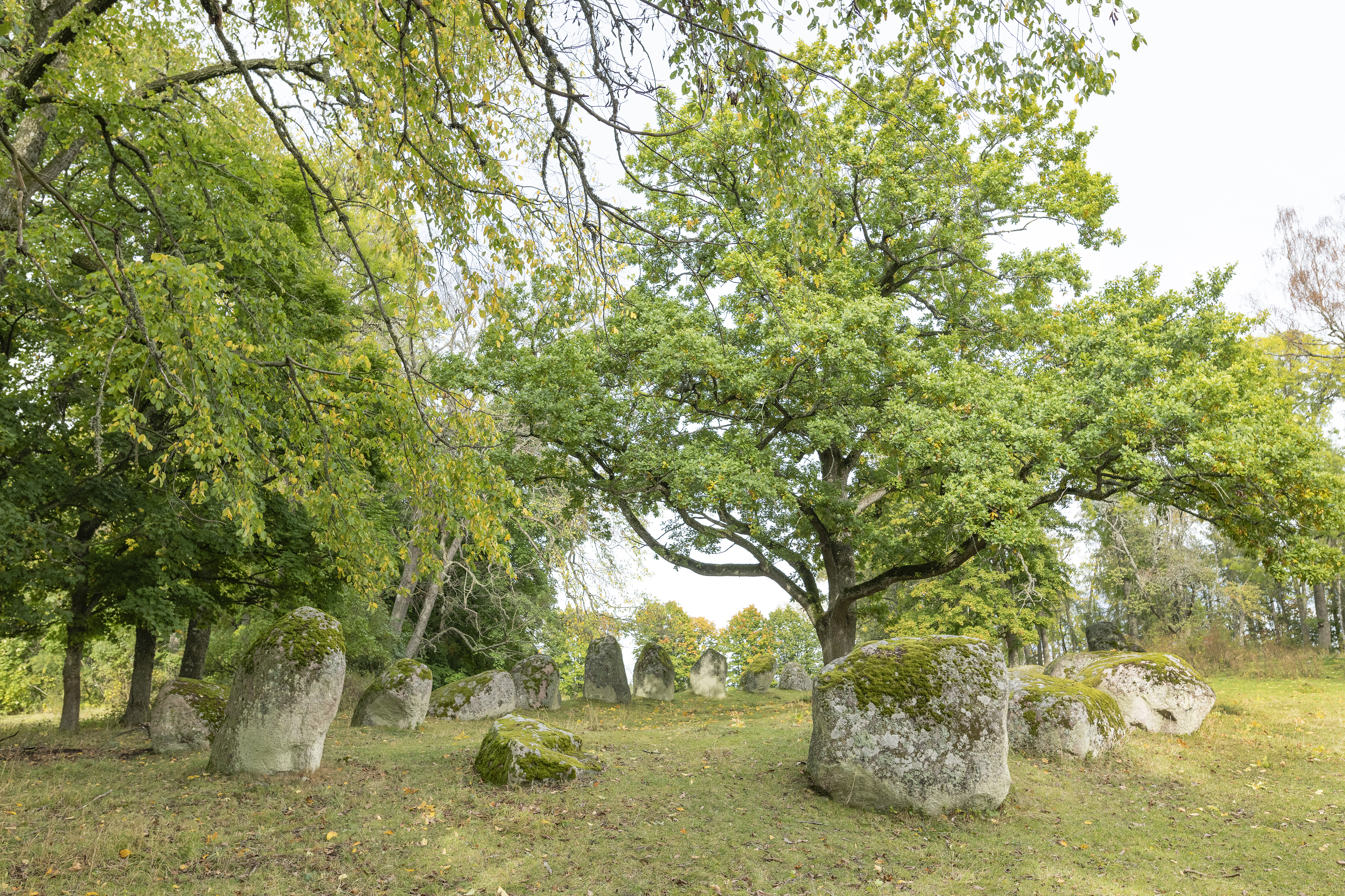
Fotad 2020
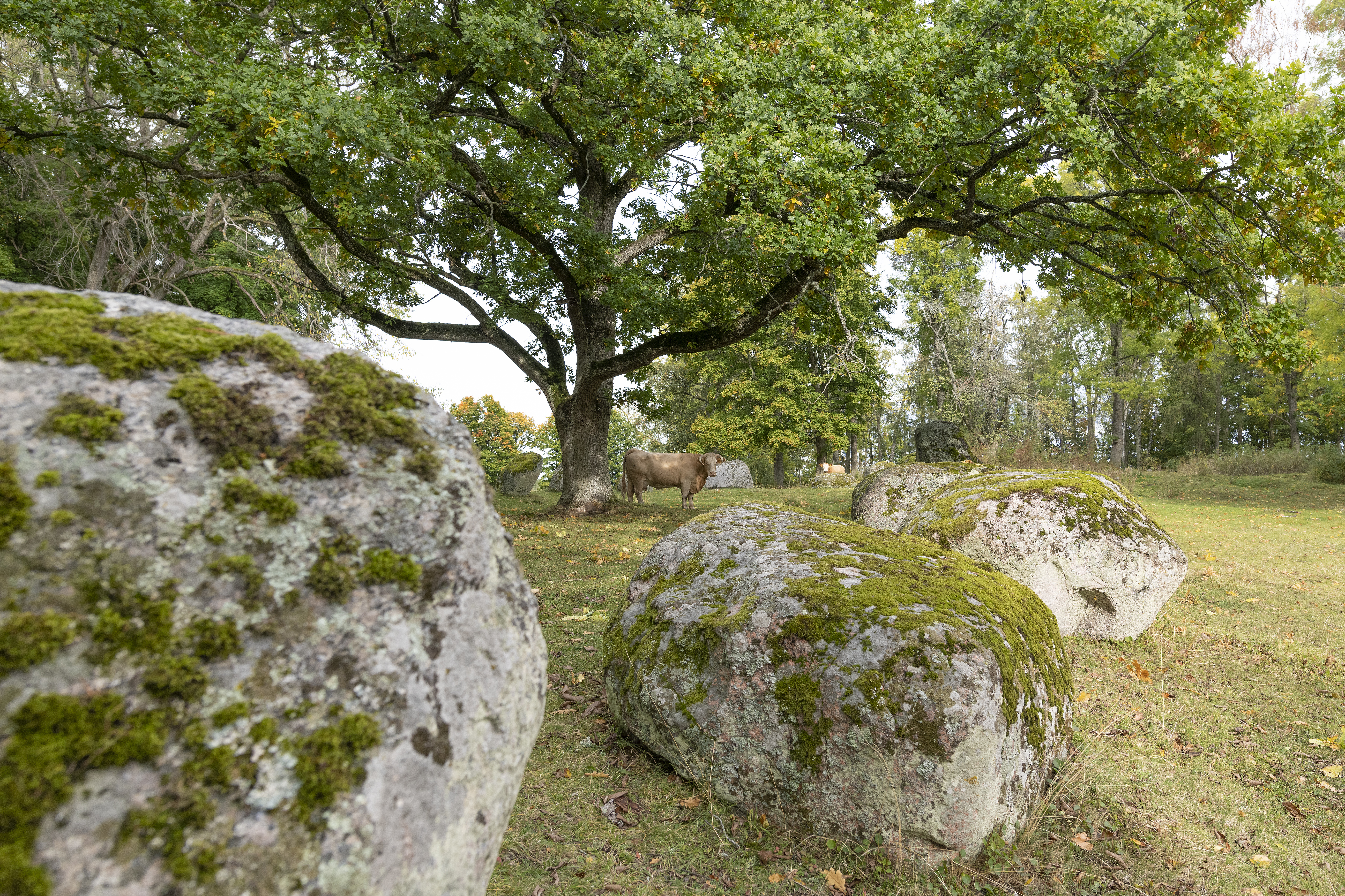
Fotad 2020
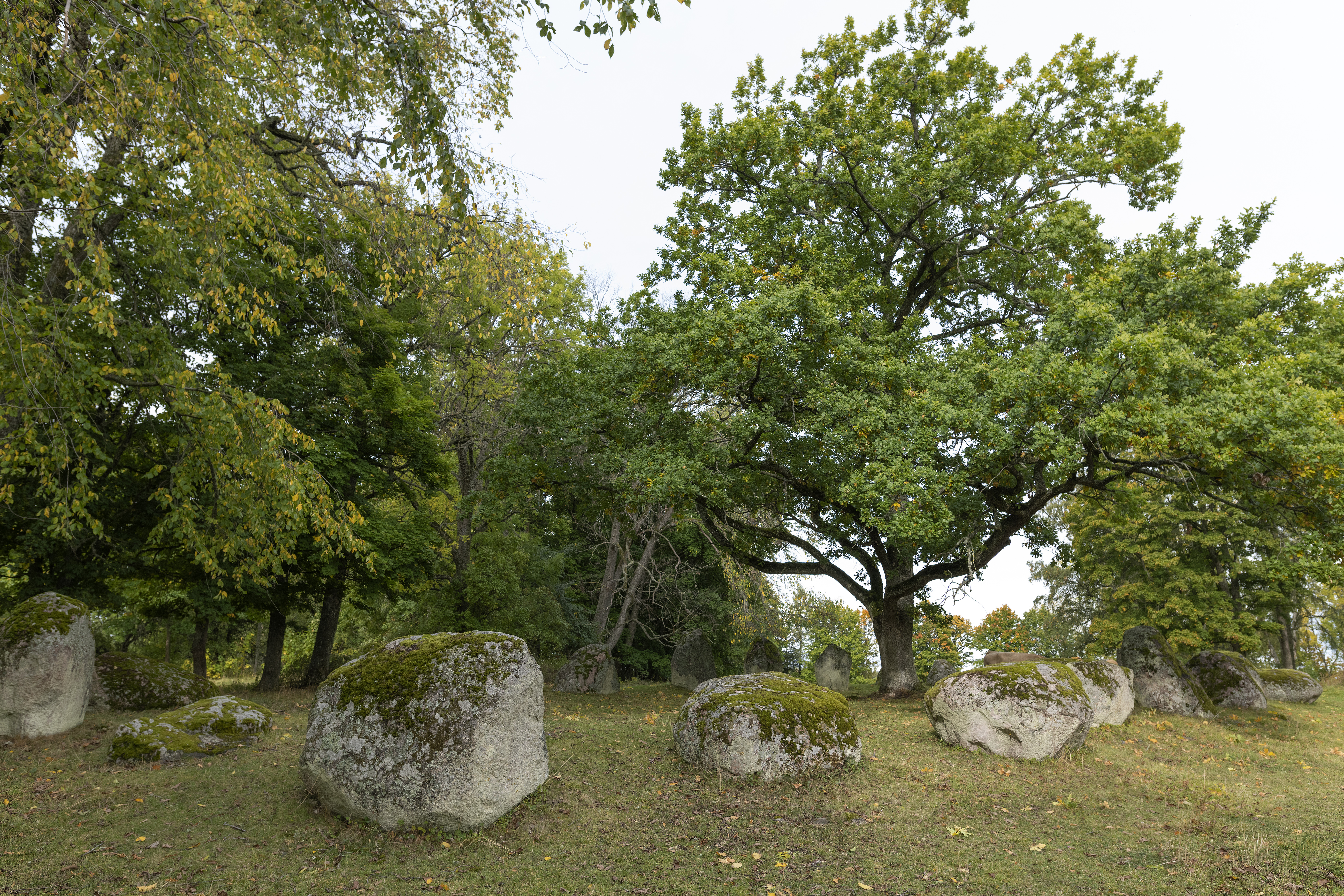
Fotad 2020
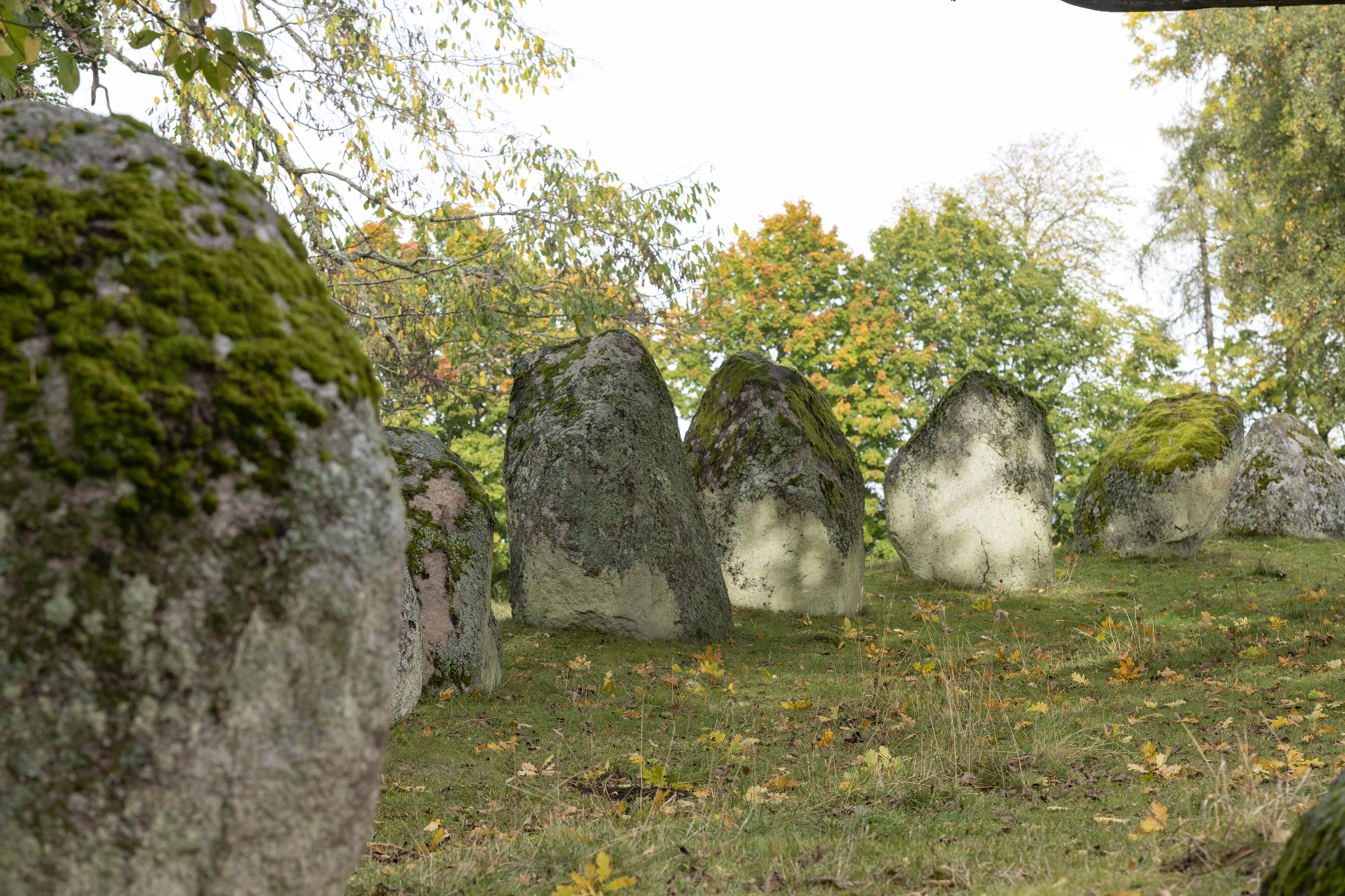
Fotad 2020
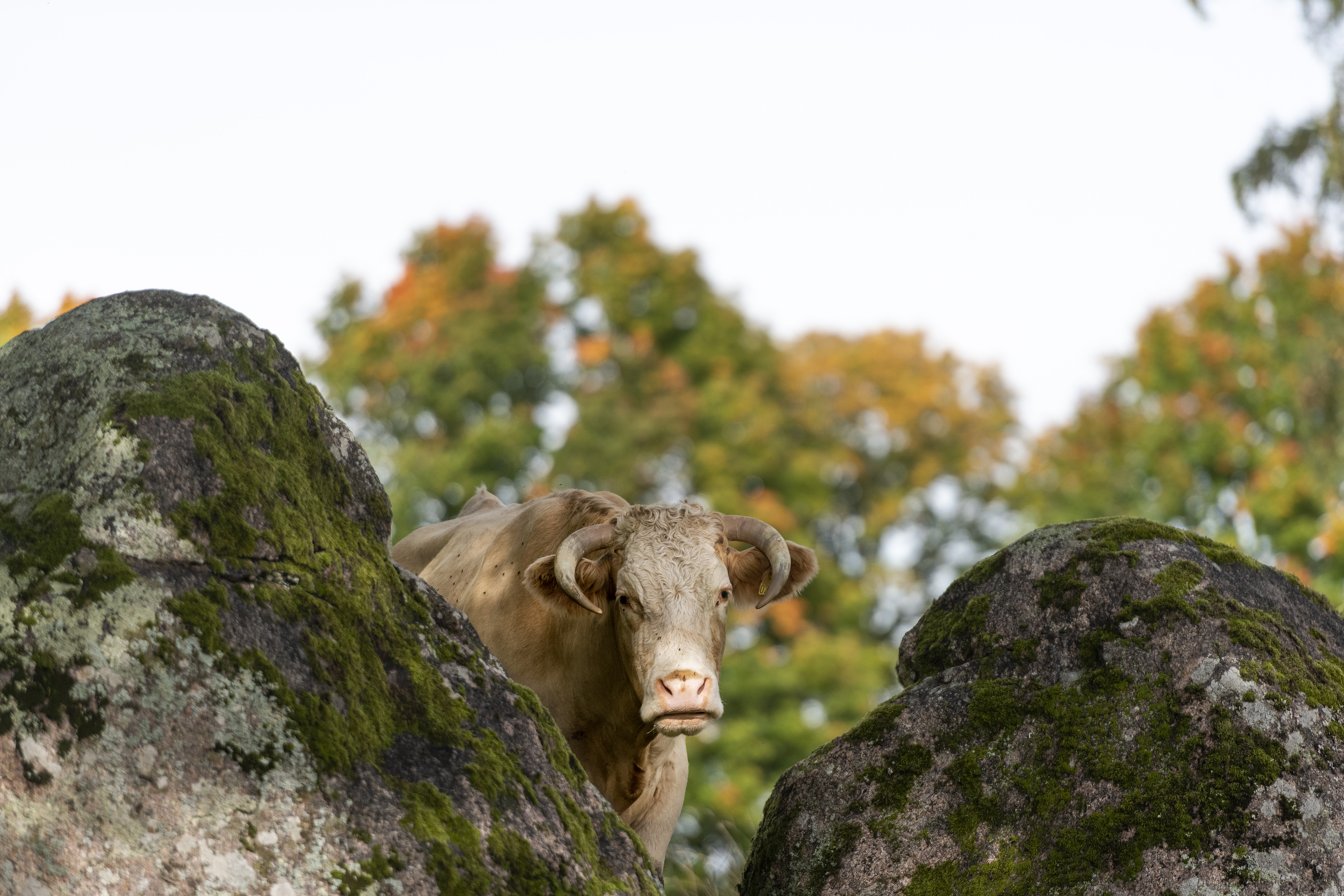
Fotad 2020
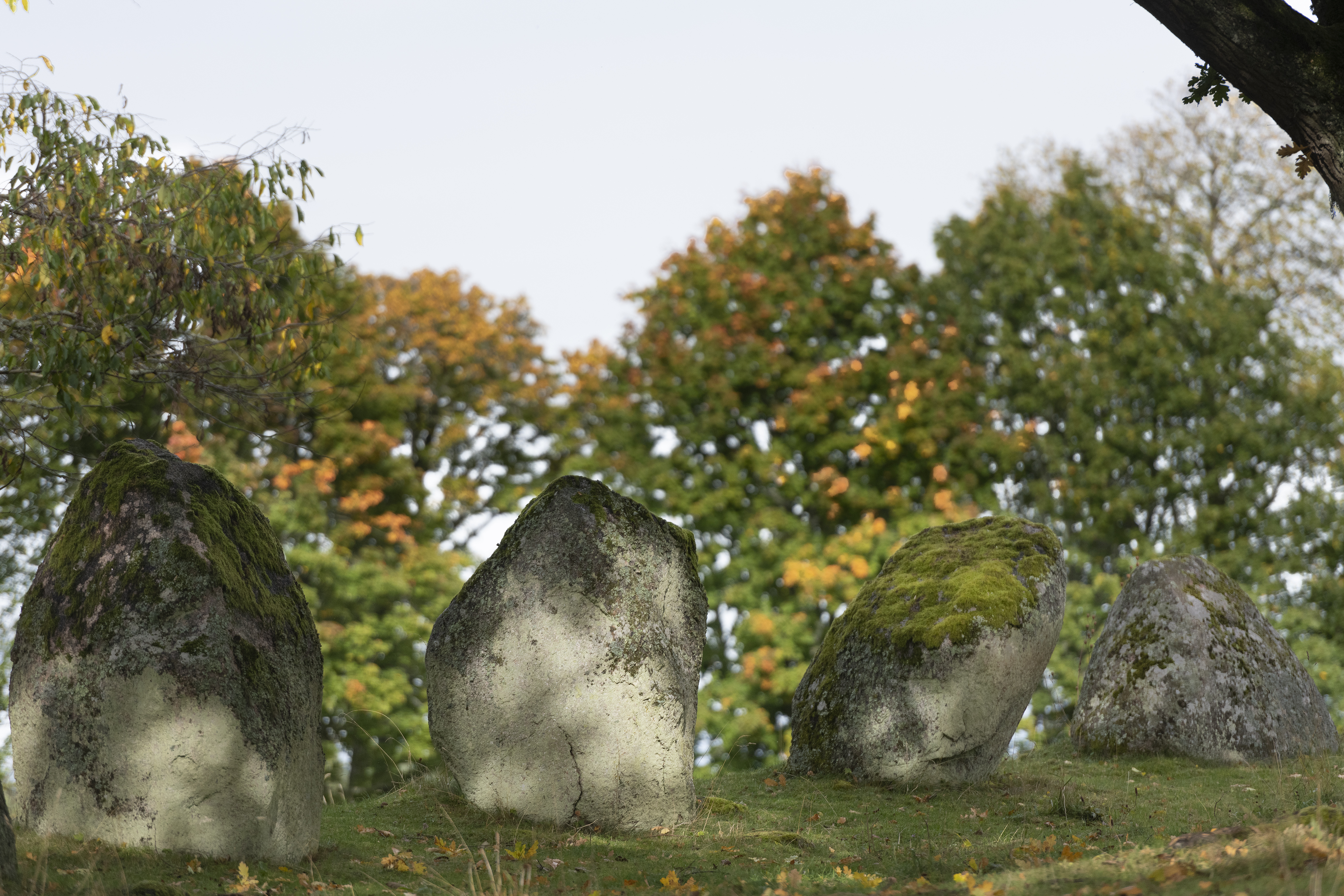
Fotad 2020